# Dintera
Dintera é um género botânico pertencente à família Plantaginaceae. Tradicionalmente este gênero era classificado na família das Scrophulariaceae.

## Espécie
Dintera pterocaulis

## Nome e referências
Dintera Stapf